# Venom (film, 2018)
Pour les articles homonymes, voir Venom.
Série Sony's Spider-Man Universe
Venom: Let There Be Carnage
(2021)
Pour plus de détails, voir Fiche technique et Distribution.
Venom est un film de super-héros américano-croate réalisé par Ruben Fleischer et sorti en 2018.
Il s'agit de l’adaptation cinématographique du personnage Venom, ennemi de Spider-Man, publié par Marvel Comics. Ce film est le premier volet de l'univers de fiction développé par Columbia Pictures et Marvel Entertainment, le Sony's Spider-Man Universe.
Il connait deux suites : Venom: Let There Be Carnage (2021) et Venom: The Last Dance (2024).

## Synopsis
Lors d'une expédition d'exploration, un vaisseau spatial de la Life Foundation (en) retourne sur Terre avec à son bord quatre échantillons de symbiotes extraterrestres. Mais durant l'entrée dans l'atmosphère terrestre, le vaisseau connaît une avarie et s'écrase dans l'est de la Malaisie. Depuis son immense complexe à San Francisco, Carlton Drake, puissant et mystérieux PDG de la fondation, gère les opérations. Il parvient à faire rapatrier trois des quatre échantillons. Le quatrième s'est enfui en prenant possession du corps d'une femme âgée.
À San Francisco, le journaliste Eddie Brock est chargé d'interviewer Carlton Drake, après de nombreuses rumeurs prétendant que la Life Foundation utilise des cobayes humains. Eddie trouve des éléments dans les courriels de l'ordinateur de sa fiancée, Anne Weying, avocate dont le cabinet collabore étroitement avec la Life Foundation. Mais en accusant publiquement Drake de tuer ses cobayes sans apporter de preuve formelle, il est renvoyé de son travail et perd en même temps sa fiancée et son appartement.
Six mois plus tard, Eddie vit de petits boulots et habite dans un appartement miteux. Pendant ce temps, Drake conduit des expériences d'union entre les symbiotes et des hôtes animaux, puis humains, entraînant la mort de ses cobayes. Choquée, l'une de ses collaboratrices, Dora Skirth, contacte Eddie et lui demande son aide pour révéler au public les expériences de Drake. D'abord réticent, Eddie accepte finalement après avoir vu Anne qui le tient toujours pour responsable de leur rupture et désormais en couple avec Dan Lewis, un médecin. Dora le fait pénétrer dans le laboratoire et le journaliste se met à prendre des photos avec son portable lorsqu'il découvre Maria, une connaissance sans abri, qui meurt après lui avoir transmis l'un des symbiotes qui va petit à petit prendre le contrôle de son corps et de son esprit, ce qui lui permet d'échapper aux agents de sécurité du laboratoire.
De retour chez lui, Eddie est victime d'un étrange comportement et ne comprend pas encore qu'un être extraterrestre portant le nom de Venom a pris le contrôle de son corps. Cet être, qui dialogue avec lui (sans que les personnes autour de lui ne l'entendent), possède une force gigantesque et peut transformer son corps pour résister aux balles, créer différents projectiles et armes, ou encore escalader des gratte-ciel. Venom est très souvent affamé et il lui arrive de dévorer tout ce qui lui tombe sous la main (ce qui mettra Eddie dans de très gênantes situations). À la suite d'une poursuite dans San Francisco avec les hommes de main de Drake menés par Roland Treece, Venom se présente à Eddie pour lui annoncer que ce sont lui et ses congénères symbiotes qui ont trouvé les astronautes de la Life Foundation (et non l'inverse) et qu'il a besoin de s'emparer de la fusée de Drake pour aller chercher ses congénères. Eddie accepte à contrecœur de l'aider mais décide d'abord de retourner sur son ancien lieu de travail pour pouvoir prouver qu'il avait raison au sujet de Drake. Malgré le portier qui refusait de laisser entrer Eddie dans l'immeuble, Eddie parvient à monter dans le bureau de son ancien patron et fait face à toute une unité du SWAT que Venom terrasse. Alors qu'il s'apprête à dévorer le dernier survivant, il est repéré par Anne qui ordonne à Eddie de la suivre à l'hôpital où lui et son symbiote sont séparés l'un de l'autre par une IRM, car Dan tenait à annoncer à Eddie que le symbiote était en train de le dévorer de l'intérieur (il lui avait déjà fait une première IRM et cela a perturbé Venom, vulnérable aux sons de fréquences très élevées). Eddie se fait ensuite capturer par les hommes de Drake.
Le symbiote qui s'était échappé en Malaisie, appelé Riot, parvient, après de multiples transferts dans différents corps humains ou animaux, à habiter le corps de Drake. Eddie se réveille confronté à Drake et Riot — les deux symbiotes restants dans le laboratoire étant morts — qui veulent tous deux savoir où se trouve Venom, mais Eddie l'ignore. Ils se mettent alors d'accord pour aller chercher le peuple des symbiotes qui fusionnera avec l'humanité. Pendant ce temps, Eddie est sauvé de Treece qui est dévoré par Anne (qui a fusionné avec Venom) et se dépêche d'aller arrêter Drake et Riot, une fois que Venom l'a récupéré ; en chemin, Venom avoue à Eddie que le journaliste l'a fait changer d'avis au sujet d'aller chercher les autres symbiotes et qu'il a décidé de rester sur Terre.
Tous deux combattent finalement Riot qui se révèle être beaucoup plus fort que Venom. Tandis que Drake et Riot tentent de s'enfuir à bord d'une fusée, Venom réussit à les arrêter en les faisant périr dans l'explosion de la fusée, mais il semble se sacrifier pour permettre à Eddie de survivre.
Quelques jours plus tard, Eddie récupère son travail de journaliste, après avoir montré les preuves relatives à Drake. Il annonce à Venom qu'il ne devra faire désormais du mal qu'aux méchants. Alors qu'ils font les courses dans une épicerie, Venom tue un racketteur qu'Eddie avait laissé échapper avant d'acquérir ses pouvoirs. Le film se termine lorsque Venom dit à Eddie qu'ils peuvent faire tout ce qu'ils veulent.
Scène inter-générique
Eddie Brock va interviewer le tueur en série Cletus Kassady dans une prison de haute sécurité. Le prisonnier lui annonce qu'il sortira un jour et qu'il y aura alors un « carnage » ce qui constitue l'annonce indirecte et évidente d'une suite.
Scène post-générique
Elle montre les premières images du film d'animation Spider-Man: New Generation : dans un autre monde, Miles Morales, un adolescent déguisé en Spiderman échappe à un motard masqué, le Rôdeur, et se retrouve dans un cimetière enneigé où il se recueille sur la tombe de son modèle Peter Parker. Or, un homme inanimé, qui ressemble à Parker et du corps duquel jaillit du fil d'araignée, tombe à côté de lui. En voulant le sauver de ses poursuivants, l'adolescent se retrouve embarqué dans une spectaculaire course accroché à une rame de métro.

## Fiche technique
Sauf indication contraire, les informations mentionnées dans cette section peuvent être confirmées par les bases de données cinématographiques IMDb et Allociné,  présentes dans la section « Liens externes ».
- Titre original, français et québécois : Venom
- Réalisation : Ruben Fleischer
- Scénario : Kelly Marcel, Jeff Pinkner, Scott Rosenberg et Will Beall[2], d'après une histoire de Jeff Pinkner et Scott Rosenberg, d'après le personnage Venom créé par David Michelinie et Todd McFarlane édités chez Marvel
- Musique : Ludwig Göransson
- Direction artistique : Gregory S. Hooper, Christophe Couzon, Doug Fick, Drew Monahan, Troy Sizemore et James F. Truesdale
- Décors : Oliver Scholl
- Costumes : Kelli Jones
- Photographie : Matthew Libatique
- Son : Kyle Arzt, Will Files, Kevin O'Connell
- Montage : Maryann Brandon et Alan Baumgarten
- Production : Avi Arad, Amy Pascal et Matthew Tolmach
  - Production déléguée : Tom Hardy, Stan Lee, Kelly Marcel, Howard Chen, Edward Cheng et David B. Householter
- Sociétés de production[3] : 
  - États-Unis : Avi Arad Productions, Columbia Pictures, Pascal Pictures, Matt Tolmach Productions et Sony Pictures Entertainment, en association avec Marvel Entertainment
  - Chine : en association avec Tencent Pictures
- Sociétés de distribution : Sony Pictures Releasing (États-Unis et Belgique) ; China Film Group Corporation et Huaxia Film Distribution (Chine) ; Sony Pictures Releasing France (France) ; Sony Pictures Releasing Canada (Canada) ;
- Budget : 60 millions de $[4],[5]
- Pays de production :  États-Unis,  Chine
- Langues originales : anglais, mandarin, malais
- Format[6] : couleur - D-Cinema - 2,39:1 (Cinémascope) - son Dolby Atmos | Auro 11.1 | Sonics-DDP | DTS (DTS: X) | SDDS
- Genre : action, aventures, science-fiction, super-héros
- Durée : 112 minutes
- Dates de sortie[7] :
  - États-Unis : 5 octobre 2018 (première mondiale à Los Angeles)[8] ; 5 octobre 2018 (sortie nationale)
  - Québec : 5 octobre 2018[9]
  - France, Belgique, Suisse romande : 10 octobre 2018[10],[11]
- Classification[12] :
  - États-Unis : accord parental recommandé, film déconseillé aux moins de 13 ans (PG-13 - Parents Strongly Cautioned)[Note 1]
  - Chine : pas de système
  - France : tous publics[13]
  - Belgique : tous publics (KT/EA : Kinderen Toegelaten / Enfants Admis)[10],[14]
  - Suisse romande : interdit aux moins de 14 ans[15]
  - Québec : 13 ans et plus (13+ / 13 years and over)[9]

## Distribution
- Tom Hardy (VF : Jérémie Covillault ; VQ : Paul Sarrasin) : Eddie Brock / Venom
- Michelle Williams (VF : Valérie Siclay ; VQ : Pascale Montreuil) : Anne Weying (en) / She-Venom
- Riz Ahmed (VF : Paolo Domingo ; VQ : Maël Davan-Soulas) : Dr Carlton Drake / Riot
- Scott Haze (VF : Thibaut Belfodil ; VQ : Jean-Philippe Baril Guérard) : Roland Treece
- Reid Scott (VF : Eilias Changuel ; VQ : François-Simon Poirier) : Dr Dan Lewis
- Jenny Slate (VF : Christelle Reboul ; VQ : Émilie Josset) : Dr Dora Skirth
- Melora Walters (VF : Hélène Bizot) : Maria
- Michelle Lee : Corinne Wan
- Sope Aluko (VF : Virginie Emane) : Dr Rosie Collins
- Ron Cephas Jones (VF : Jean-Paul Pitolin) : Jack, le patron d'Eddie
- Emilio Rivera : Richard
- Nick Thune : l'homme au bar
- Jane McNeill : une cliente au restaurant
- Ellen Gerstein : Mme Manfredi
- Chris O'Hara : J. J. Jameson III (caméo)
- Stan Lee (VF : Jean-Claude Montalban) : l'homme qui interpelle Eddie dans la rue (caméo)
- Peggy Lu (VF : Heling Li) : Mme Chen
- Woody Harrelson (VF : Jérôme Pauwels ; VQ : Louis-Philippe Dandenault) : Cletus Kasady / Carnage[16] (scène inter-générique)
- Wade Williams : le gardien de prison (scène inter-générique)

 Source et légende : version française (VF) sur RS Doublage ; version québécoise (VQ) sur Doublage.qc.ca

## Production

### Genèse et développement
Eddie Brock (premier personnage à « endosser » le costume du symbiote Venom) apparaît pour la première fois dans la série de comics The Amazing Spider-Man (1984). Au cinéma, il est incarné par Topher Grace dans Spider-Man 3 de Sam Raimi en 2007, l'antagoniste du film avec l'homme-sable, une représentation assez critiquée par les fans, dont il semblerait que son inclusion était une demande forcée des producteurs,. Le producteur Avi Arad annonce dès juillet 2007 qu'un spin-off sur le personnage est envisagé.
En juillet 2008, Sony Pictures confirme que Venom est toujours en développement, tout comme une éventuelle suite à Spider-Man 3. Le studio veut développer des films dérivés, à l'instar de ceux produits par la 20th Century Fox sur Wolverine. Le studio charge initialement le scénariste Jacob Estes d'écrire une ébauche, avant de chercher de nouvelles idées auprès d'autres auteurs. En septembre 2008, Sony engage Paul Wernick et Rhett Reese. Ils sont chargés d'écrire un nouveau script, alors que le retour de Topher Grace est alors envisageable,. Un an plus tard, le duo Wernick/Reese écrit une nouvelle version du scénario. En octobre 2009, Gary Ross, qui avait travaillé sur le script du projet avorté Spider-Man 4 de Sam Raimi, est chargé de réécrire le script de Venom et est même annoncé comme réalisateur potentiel. La participation de Topher Grace est alors remise en cause. En janvier 2010, Sony annonce que la franchise Spider-Man va être rebootée car Sam Raimi décide alors de ne pas aller au-delà de Spider-Man 3 (2007). En mars 2012, Sony maintient son intérêt pour un film Venom et souhaite capitaliser sur la sortie du reboot The Amazing Spider-Man (Marc Webb, 2012). Le studio contacte alors Josh Trank pour remplacer Gary Ross, parti pour mettre en scène Hunger Games (2012). En juin 2012, les producteurs Avi Arad et Matt Tolmach discutent des liens éventuels entre Venom et The Amazing Spider-Man, dans un modèle similaire aux films de l'univers cinématographique Marvel. Avi Arad décrit cependant le projet comme un film unique (« an Eddie Brock story ») alors que Matt Tolmach ajoute qu'ils pourraient croiser d'autres personnages un jour ou l'autre.
En juin 2013, Sony annonce qu'avec The Amazing Spider-Man : Le Destin d'un héros (2014), ils vont établir un univers partagé avec les personnages Marvel qui leur appartiennent au cinéma, dont Venom. Avi Arad et Matt Tolmach en seront les producteurs, alors que Alex Kurtzman, Roberto Orci et Ed Solomon sont chargés d'écrire Venom, Kurtzman étant également choisi comme réalisateur. En avril 2014, Avi Arad et Matt Tolmach rapportent que Venom sortira entre The Amazing Spider-Man 3 (alors prévu pour mai 2016) et The Amazing Spider-Man 4. Cependant, The Amazing Spider-Man : Le Destin d'un héros (2014) déçoit au box-office et remet en cause les projets de Sony. The Amazing Spider-Man 3 est alors repoussé à 2018 et Venom à 2017. Alex Kurtzman demeure attaché au poste de réalisateur et de coscénariste, avec Ed Solomon. En février 2015, Sony et Marvel Studios annoncent un partenariat pour produire un nouveau film Spider-Man intégré à l'univers cinématographique Marvel. Alors que The Amazing Spider-Man 3 et 4 sont définitivement annulés, Sony décide de maintenir les projets spin-off, mais sans l'aide des studios Marvel,.
Venom est relancé en mars 2016. Avi Arad et Matt Tolmach en sont toujours les producteurs mais le scénario est cette fois repris par Dante Harper. Le projet est repensé comme un film unique, non lié aux films Sony ni au nouveau film coproduit avec Marvel Studios, Spider-Man: Homecoming (Jon Watts, 2017). En mars 2017, Sony annonce une sortie pour octobre 2018 mais ajoute qu'Alex Kurtzman n'en est plus le réalisateur. Un nouveau scénario est écrit par Scott Rosenberg et Jeff Pinkner. En mai 2017, Sony annonce que Ruben Fleischer réalisera le film et que Venom sera le premier du « Sony's Marvel Universe » et qu'il n'est pas considéré comme le spin-off d'un autre film. En octobre 2017, il est annoncé que la scénariste Kelly Marcel a procédé à une réécriture du scénario.

### Attribution des rôles
Topher Grace, qui avait incarné Eddie Brock / Venom dans Spider-Man 3 (2007), devait un temps reprendre son rôle. Le projet sera cependant plusieurs fois repoussé et la participation de l'acteur sera remise en cause. En mai 2017, Sony annonce que Tom Hardy incarne finalement le personnage d'après le rôle de Bane dans The Dark Knight Rises.
En août 2017, Riz Ahmed est en négociations avancées pour un rôle, pour lequel Matt Smith, Pedro Pascal et Matthias Schoenaerts étaient également envisagés,.
En septembre 2017, Michelle Williams entre en négociation pour incarner une district attorney amoureuse du personnage principal. En octobre 2017, Jenny Slate, Reid Scott et Scott Haze sont eux aussi évoqués pour rejoindre la distribution,,.

### Tournage
Le tournage débute le 23 octobre 2017. Il a lieu à Atlanta et New York. Les scènes avec le personnage de Venom sont en partie tournées grâce à la capture de mouvement.

## Musique
Albums de Ludwig Göransson
Slice
(2018) Creed 2
(2018)
Bandes originales de Sony's Marvel Universe
Morbius
(2020)
Ludwig Göransson est annoncé comme compositeur de la musique de Venom en mars 2018. Il avait déjà travaillé avec le réalisateur Ruben Fleischer pour 30 minutes maximum (2011) et composé la bande originale d'un film Marvel (Black Panther de Ryan Coogler sorti huit mois avant Venom). En août 2018, le rappeur américain Eminem révèle qu'il a participé à la bande originale de Venom. La sortie surprise de son album studio Kamikaze le 31 août dévoile la présence du titre Venom (Music from the Motion Picture). On retrouve également dans le film Our Love de Gary Clark, Jr. ou encore So He Won't Break des Black Keys.
| Liste des titres | Liste des titres           | Liste des titres | Liste des titres | Liste des titres | Liste des titres | Liste des titres | Liste des titres | Liste des titres | Liste des titres |
| No               | Titre                      | Durée            |                  |                  |                  |                  |                  |                  |                  |
| ---------------- | -------------------------- | ---------------- | ---------------- | ---------------- | ---------------- | ---------------- | ---------------- | ---------------- | ---------------- |
| 1.               | Space Exploration          | 4:24             |                  |                  |                  |                  |                  |                  |                  |
| 2.               | Symbiotes Arrive           | 2:03             |                  |                  |                  |                  |                  |                  |                  |
| 3.               | First Contact              | 3:29             |                  |                  |                  |                  |                  |                  |                  |
| 4.               | Eddie's Blues              | 4:50             |                  |                  |                  |                  |                  |                  |                  |
| 5.               | Run, Eddie, Run            | 1:47             |                  |                  |                  |                  |                  |                  |                  |
| 6.               | What's Wrong with Me       | 2:33             |                  |                  |                  |                  |                  |                  |                  |
| 7.               | Panic at the Bistro        | 1:23             |                  |                  |                  |                  |                  |                  |                  |
| 8.               | Humans... Such Poor Design | 2:55             |                  |                  |                  |                  |                  |                  |                  |
| 9.               | Self Defense               | 3:38             |                  |                  |                  |                  |                  |                  |                  |
| 10.              | Pedal To The Metal         | 3:50             |                  |                  |                  |                  |                  |                  |                  |
| 11.              | Eyes, Lungs, Pancreas      | 2:45             |                  |                  |                  |                  |                  |                  |                  |
| 12.              | You Want Up?               | 1:40             |                  |                  |                  |                  |                  |                  |                  |
| 13.              | Venom Rampage              | 3:03             |                  |                  |                  |                  |                  |                  |                  |
| 14.              | Annie, I'm Scared          | 1:47             |                  |                  |                  |                  |                  |                  |                  |
| 15.              | Parasite                   | 2:57             |                  |                  |                  |                  |                  |                  |                  |
| 16.              | Unexpected Ally            | 0:51             |                  |                  |                  |                  |                  |                  |                  |
| 17.              | Battle on the Launch Pad   | 8:18             |                  |                  |                  |                  |                  |                  |                  |
| 18.              | You Belong With Us         | 3:09             |                  |                  |                  |                  |                  |                  |                  |
| 55:22            |                            |                  |                  |                  |                  |                  |                  |                  |                  |

## Accueil

### Accueil critique

#### Presse

##### Dans le monde
Le film est dans l'ensemble très mal reçu par la critique presse : 30 % sur Rotten Tomatoes, 35⁄100 sur Metacritic.
Le film est un « mélange joyeusement stupide de Catwoman et The Mask » selon Scott Mendelson de Forbes.

##### En France
Les critiques françaises sont aussi négatives : le film affiche un score de 1.8⁄5 de critiques presse sur Allociné.
Pour Le Point, « ce blockbuster sans âme ridiculise son anti-héros et sa star, Tom Hardy. ».
Du point de vue des Inrockuptibles, « le film semble extirpé d'une "ère pré-MCU" dont on ne sait jamais s'il lui rend hommage, ou s'il n'est qu'involontairement ringard. ».
L'antagoniste Carlton Drake est aussi décrié bien que plusieurs critiques comparent le personnage avec Elon Musk,,.

### Box-office
| Pays ou région        | Box-office        | Date d'arrêt du box-office | Nombre de semaines |
| --------------------- | ----------------- | -------------------------- | ------------------ |
| États-Unis Canada     | 213 515 506 $     | 24 janvier 2019            | 16                 |
| Chine                 | 272 243 405 $     | 6 janvier 2019             | 8                  |
| France                | 2 284 848 entrées | 25 décembre 2018           | 12                 |
| Allemagne             | 1 378 027 entrées | 13 janvier 2019            | 15                 |
| Italie                | 1 236 377 entrées | 2 décembre 2018            | 8                  |
| Espagne               | 1 531 881 entrées | 30 décembre 2018           | 13                 |
| Total hors États-Unis | 642 569 645 $     | 3 février 2019             | 17                 |
| Total mondial         | 856 085 151 $     | 3 février 2019             | 17                 |

Malgré ses mauvaises critiques, le film est un succès au box-office pour avoir obtenu 205 millions de dollars dans le monde pour son premier week-end d'exploitation. En novembre 2018, la recette s'élève à 779,5 millions de dollars dépassant à l'occasion, chaque film de la saga X-Men (notamment Deadpool 2), Spider-Man 2, Les Gardiens de la Galaxie avant d'atteindre plus de 800 millions de dollars le 26 novembre 2018.

## Distinctions
Entre 2018 et 2019, le film Venom a été sélectionné 12 fois dans diverses catégories et a remporté 3 récompenses.

### Récompenses
2019
- Festival du film sino-américain (C.A.F.F.) (Chinese American Film Festival) : Prix de l'ange d'or du film américain le plus populaire en Chine.
- Taurus - Prix mondiaux des cascades : Trophée Taureau de la cascade de la meilleure cascade automobile pour Henry Kingi, Jack Gill, Jalil Jay Lynch, Denney Pierce et Jimmy N. Roberts.

### Nominations
2018
- Prix Schmoes d'or : La plus grande déception de l'année.
- Société des critiques de films en ligne de Los Angeles (Los Angeles Online Film Critics Society Awards) :
  - Meilleurs effets visuels ou performances animées pour Tom Hardy.

2019
- Bande-annonce d'or :
  - Meilleur spot TV d’un film d'action pour Sony Pictures Entertainment et Wild Card,
  - Meilleure voix de doublage dans un spot télévisé pour Sony Pictures Entertainment et Wild Card,
  - Meilleurs Wildposts.
- MTV - Prix du film et de la télévision : Meilleur baiser pour Tom Hardy et Michelle Williams.
- Société des critiques de cinéma de Houston : Pire film.
- Société des effets visuels : Meilleurs simulations et effets par ordinateur dans un film en prises de vues réelles pour Aharon Bourland, Jordan Walsh, Aleksandar Chalyovski et Federico Frassinelli.

## Suites etSony’s Spider-Man Universe
Après une première tentative abandonnée avec le film The Amazing Spider-Man : Le Destin d'un héros  de Marc Webb, le studio Sony veut, avec le film Venom relancer son idée d'univers filmique partagé. Sous le nom de Sony Pictures Universe of Marvel Characters, il mettrait en avant les personnages secondaires liés à la franchise Spider-Man dont Sony détient encore les droits. Trois films ont été annoncés après Venom : un film sur Silver Sable et la Chatte noire, un film sur Morbius, et un troisième sur Nightwatch. En juillet 2017, le directeur de Columbia Pictures, Sanford Panitch, révèle que les suites de Venom pourraient donner lieu à des cross-overs. Morbius sortira en 2022.
En août 2019, Sony Pictures confirme le développement de Venom: Let There Be Carnage avec Andy Serkis à la réalisation, Tom Hardy reprenant le rôle d'Eddie Brock. Il est sorti le 20 octobre 2021 en France.
Venom: The Last Dance sortira en 2024.